# Institut fédéral océanographique Zoubov
L'Institut fédéral océanographique Zoubov (en russe : Государственный океанографический институт имени Н. Н. Зубова), est une institution russe fondée le 14 juin 1943, située à Moscou, qui a pour mission d'organiser et de gérer méthodologiquement l'hydrométéorologie et l'hydrochimie des eaux et des côtes des mers de Russie. Il fait partie du Service fédéral russe d'hydrométéorologie et de surveillance environnementale (Roshydromet).
Elle a été nommée en hommage à Nikolaï Nikolaïevitch Zoubov.